# Håkan Sundin
Kjell Håkan Sundin, född 29 maj 1942 i Söderhamn, död 13 september 1996 i Stora Kopparbergs församling i Falun,, var en svensk bandyspelare, och sedermera förbundskapten för Sveriges herrlandslag i bandy åren 1977-1985. År 2014 valdes han in vid Svensk Bandy Hall of Fame.
År 1981 bröt Sverige den sovjetiska dominansen i världsbandyn och blev sensationellt världsmästare i bandy i Chabarovsk i Sovjetunionen. Förbundskapten för det framgångsrika laget var åren 1978-1985 Håkan Sundin som även tog VM-guld 1983.
Håkan Sundin var en omtyckt förbundskapten, både av spelare, tränare, förbundsfolk och media. Det var han som banade vägen för att Sverige lyckades bryta Sovjetunionens dominans i världsbandyn. Det tog nästan ett kvartssekel och 12 VM-turneringar från 1957 och framåt innan Sverige efter exakt 24 år lyckades med den bedriften.
Sundin ledde även, tillsammans med Janne Lindstedt, IK Brage i fotboll 1987. 
Håkan Sundin avled i nervsjukdomen ALS i september 1996. Hans son Henrik Sundin är assisterande tränare i Hammarby IF Bandyförening. Håkan Sundin har fått en cup för pojklag uppkallad efter sig. Den heter "Lilla allsvenskan - Håkan Sundins cup" och spelas varje år på Lugnets isstadion i Falun.